# Frederik Andries Helmstrijd
Frederik Andries Helmstrijd (Zevenhuizen 10 juli 1899 – Den Haag, 6 mei 1975), meest bekend als F.A. Helmstrijd, was een van de kortst zittende (waarnemend) burgemeesters van Alphen aan den Rijn.
Hij was zoon van Kornelia Verheggen en Andries Helmstrijd. Hijzelf trouwde in 1924 als gemeentesecretaris te Zevenhuizen met Annigje Lena Esveldt.
Helmstrijd studeerde rechten aan de Universiteit Utrecht, maar werd gemeentesecretaris te Zevenhuizen, Boskoop en Alphen aan den Rijn. Hij rondde zijn studie met proefschrift De woonruimtewet pas af (1948) na zijn waarnemend burgemeesterschap in die laatste plaats.
Helmstrijd werd waarnemend burgemeester na oorlogstijd. Tijdens de oorlog was Pieter Adriaan Colijn afgezet door de Duitse overheerser. De Nationaal-Socialistische Beweging stelde vervolgens Gerard Martinus Zuidervliet aan. Die werd direct na de bevrijding op 7 mei 1945 gearresteerd en later met terugwerkende kracht uit zijn ambt ontheven. Colijn mocht ook niet terugkomen. Gemeentesecretaris Helmstrijd liep bij zijn installatie meteen naar het stadhuis, hield een toespraak en liet het Wilhelmus, dat jaren verboden was, horen.
Op 11 november 1946 trad Frans Schokking aan als definitief burgemeester. Helmstrijd werd in 1948 griffier bij Provinciale Staten Zuid-Holland. Ook op ander vlak was hij actief; hij was bestuurslid bij de Vereniging voor Christelijk Voortgezet Onderwijs in Den Haag.
Helmstrijd twee minstens twee keer onderscheiden. Hij was ridder in de Orde van de Nederlandse Leeuw en drager van de Gulden Lis van de provincie Zuid-Holland. Hij werd begraven op de Algemene Begraafplaats aan de Kerkhoflaan.